# Ráðbarðr
Ráðbarðr è un leggendario re di Garðaríki (Russia) che compare nelle saghe nordiche Sögubrot af nokkrum fornkonungum e Hyndluljóð. 
Nel Sögubrot si dice che sposò la fuggitiva principessa Auðr Mente-Profonda senza il consenso di suo padre, il re Ivar Vidfamne, che organizzò una spedizione per punire sua figlia. Ma il re Ivar era vecchio e morì lungo il tragitto. Ráðbarðr allora aiutò il figlio di sua moglie (da un precedente matrimonio), Harald Hildetand, a rivendicare il suo diritto di eredità sul regno di suo nonno in Svezia e Danimarca.
Ráðbarðr e Auðr ebbero anche un figlio in comune di nome Randver.